# Trainbombing
Trainbombing er en børnefilm fra 2009 instrueret og med manuskript af Bodie Jahn-Mulliner og Sylvester Rishøj Jensen.

## Handling
En lille graffitibandit kommer ved et uheld til at lave sit livs graffitiværk.